# Xã New Garden, Quận Wayne, Indiana
Xã New Garden (tiếng Anh: New Garden Township) là một xã thuộc quận Wayne, tiểu bang Indiana, Hoa Kỳ. Năm 2010, dân số của xã này là 1.977 người.